# Nu:Tone
Nu:Tone, pseudonimo di Dan Gresham (Cambridge, 23 agosto 1976), è un musicista e produttore discografico britannico, attivo nel genere drum and bass. Ha cominciato a produrre dal 2001.

## Discografia

### Album in studio
- 2005 – Brave Nu World
- 2007 – Back of Beyond
- 2011 – Words and Pictures

### Raccolte
- 2008 – Medical History

### Singoli
- 2001 – Grand Central/The Boss (12") (Beta Recordings)
- 2001 – e.Spresso/Chupa Meus Samples (12") (Chihuahua Records)
- 2001 – 123Fm/Get It On (12") (Tangent Records)
- 2003 – Our House/GMAS (12") (BrandNu Recordings)
- 2003 – Vital Organ (Taken from Soul:ution Sampler 1 12") (Soul:R)
- 2003 – What Goes Around Comes Around/Don't Go Changing (12") (New ID)
- 2004 – Jazm (taken from Jazz&Bass Session IV CD/LP) (New ID)
- 2004 – Breathless/Feel It (12") (Hospital Records)
- 2004 – Millie's Theme (taken from The Future Sound of Cambridge EP) (Hospital Records)
- 2005 – Three Bags Full/Strange Encounter (12") (Hospital Records)
- 2005 – Seven Years/Stay Strong (12") (feat Nat Williams) (Hospital Records)
- 2005 – Three Bags Full (12") (Hospital Records)
- 2006 – Upgrade (with Syncopix) (12") (Hospital Records)
- 2006 – The Things That Lovers Do/Missing Link (12") (Hospital Records)
- 2006 – Boy Who Lost His Smile (taken from The Future Sound of Cambridge 2 EP) (Hospital Records)
- 2007 – Beliefs (feat Pat Fulgoni) (12") (Hospital Records)
- 2007 – System (Matrix and Futurebound Remix)/The Second Connection (12") (Hospital Records)
- 2010 – Hyper Hyper/Set Me Free (12") (Hospital Records)
- 2011 – Shine In/Bleeper (Hospital Records)

### Remix
- Phuturistix & Jenna G - "Beautiful" (Hospital Records, 2003)
- Lenny Fontana Presents Black Sun - "Spread Love"  (Hospital Records, 2003)
- London Elektricity - "Different Drum" (Hospital Records, 2003)
- Roni Size - "Strictly Social" (Liquid V, 2004)
- Danism - "Come to You" (BrandNu Recordings, 2004)
- Stress Level & TC1 - "Take Control" (Renegade Recordings, 2004)
- Ikon - "Vai E Vem" (Jalapeno Records, 2004)
- London Elektricity - "Fast Soul Music" (Hospital Records, 2004)
- Shapeshifter - "Long White Cloud" (Truetone Recordings, 2005)
- Hardkandy - "Advice" (Catskills Records, 2006)
- Quantic - "Perception" (Tru Thoughts Recordings, 2006)
- Alice Russell - "To Know This" (Tru Thoughts Recordings, 2006)
- Tenorio Jr. - "Nebulosa" (Mr Bongo Recordings, 2007)
- London Elektricity - "This Dark Matter" (Hospital Records, 2008)
- Utah Jazz - "Runaway" (Liquid V, 2008)
- Roni Size - "It's Jazzy" (Liquid V, 2008)
- 4hero - "Look Inside" (Raw Canvas Records)
- Lenzman - "Caught Up" (Spearhead Records, 2008)
- Shy FX & T Power - Feelings (Digital Soundboy Recording Co., 2008)
- Matrix & Futurebound - "Family" (Metro Recordings, 2008)
- Dekata Project - "At Least We Can Dance" (Doshiwa Records, 2010)